# Ballesteros (Cagayan)
Pour les articles homonymes, voir Ballesteros.
Ballesteros est une municipalité de la province de Cagayan, aux Philippines.

## Barangays
Ballesteros compte 19 barangays.
| - Ammubuan - Baran - Cabaritan East - Cabaritan West - Cabayu - Cabuluan East - Cabuluan West - Centro East (Poblacion) - Centro West (Poblacion) - Fugu | - Mabuttal East - Mabuttal West - Nararagan - Palloc - Payagan East - Payagan West - San Juan - Santa Cruz - Zitanga |